# Парламентские выборы в Доминике (2014)
Всеобщие выборы в Доминике прошли 8 декабря 2014 года. Убедительная победа была одержана Лейбористской партией под руководством действующего премьер-министра Рузвельта Скеррита, оставшегося на второй срок.

## Контекст

### Политика
По результатам выборов 2009 года Лейбористская партия увеличила своё парламентское большинство от 18 до 21 места, продлив премьерство своего кандидата на третий срок с 31 января 2000 года. В то же время, Объединённая рабочая партия получила только три места. 5 ноября 2014 года Премьер-министр Доминики Рузвельт Скеррит назначил дату выборов на 8 декабря.

### Избирательная система
Палата собраний Доминики состоит из 31 члена: 21 избираемого в одномандатных избирательных округах и 9 назначаемых после созыва (5 по совету премьер-министра и 4 лидера оппозиции). Кандидату в депутаты необходимо быть гражданином Доминики в возрасте не меньше 21 года, проживающим в стране не меньше года до даты выдвижения своей кандидатуры на выборах.

### Экономика
Основой экономики Доминики являются сельское хозяйство, туризм, строительство, легкая промышленность, финансовые услуги, водные и лесные ресурсы.

## Голосование
250 избирательных участков в Доминике открылись в 7:00 утра по местному времени и закрылись через 10 часов, что дало 72 484 избирателям, имеющим право голоса, возможность отдать свой голос. От двух доминирующих политических сил — Лейбористской партии и Объединённой рабочей партии — было выдвинуто 44 кандидата, кроме 2 независимых. За ходом голосования следила миссия Организации американских государств под руководством Адама Блэкуэлла из шести наблюдателей из Антигуа и Барбуды, Канады, Чили, Колумбии, США и Венесуэлы.

### Результат
Правящая Лейбористская партия получила 15 мест, а Объединённая рабочая партия — 6 мест. Лидер лейбористов Рузвельт Скеррит в своей победной речи заявил о «унижении подавляющим ответом электората» и, что праздника не будет, а лидер ОРП Леннокс Линтон отметил широкое попрание избирательного кодекса.
| Партия                                                                                       | Голоса | %     | Места | +/– |
| -------------------------------------------------------------------------------------------- | ------ | ----- | ----- | --- |
| Доминикская лейбористская партия                                                             | 23 378 | 57,11 | 15    | ▼ 3 |
| Объединённая рабочая партия                                                                  | 17 558 | 42,89 | 6     | ▲ 3 |
| Независимые кандидаты                                                                        | 38     | 0,09  | 0     | ▬ 0 |
| Недействительны/пустые бланки                                                                |        | –     | –     | –   |
| Всего                                                                                        | 40 974 | 100   | 21    | 0   |
| Зарегистрированные избиратели/явка                                                           |        |       | –     | –   |
| Источник: Избирательная комиссия Доминики Архивная копия от 5 ноября 2015 на Wayback Machine |        |       |       |     |

## Последствия
10 декабря премьер-министр Рузвельт Скеррит был приведён к присяге на второй срок, отметив, что принимает победу на выборах «со смирением и самоанализом», а Лейбористская партия имеет «подавляющее большинство для продвижения и осуществления своей политики». Таким образом правящая Лейбористская партия осталась у власти на четвёртый срок.